# Majoria d'edat
La majoria d'edat és l'edat que l'ordenació jurídica estableix per determinar la plena capacitat jurídica de la persona. La figura està motivada en la necessitat que la persona hagi adquirit una maduresa intel·lectual i física suficient per tenir una voluntat vàlida.
En gran part del món, l'edat a partir de la qual un individu es considera plenament capaç està compresa entre els 16 i els 21 anys. En algunes parts d'Àfrica, la majoria d'edat s'assoleix als 13 anys, mentre que a la majoria dels països occidentals, s'assoleix als 18 anys. Aquest és el cas d'Espanya, el Regne Unit o l'Uruguai.
La Constitució Espanyola de 1978 estableix al seu article 12 la majoria d'edat als 18 anys.
Quan una persona assoleix la majoria d'edat s'assumeix que té capacitat d'obrar, llevat que existeixi algun tipus d'incapacitat.

## Majoria d'edat per països

### 12 anys
- Trinitat i Tobago (sectors de Port-of-Spain)
- Argentina (4 sectors de Guaraní)

### 13 anys
- Àfrica (molt pocs sectors)

### 14 anys
- Albània[1]
- Samoa Americana

### 15 anys
- Iraq
- Iran
- Indonèsia (dones)[2]

### 16 anys
- Cuba[3][4]
- Kirguizstan[5]
- Regne Unit
  - Escòcia
- Turkmenistan
- Uzbekistan[6]

### 17 anys
- Corea del Nord
- Malta
- Tadjikistan

### 18 anys
- Alemanya
- Afganistan
- Andorra[7]
- Angola
- Aràbia Saudita
- Armènia[8]
- Argentina (tot i que es pot votar des dels 16 anys)
- Austràlia[9]
- Àustria[10]
- Azerbaidjan[11]
- Bahames[12]
- Barbados[13]
- Belarús[14]
- Bolívia
- Bosnia i Hercegovina[15]
- Brasil (tot i que es pot votar des dels 16 anys)
- Brunei
- Bulgària
- Burundi
- Bhutan
- Cambodja
- Canadà
  - Alberta
  - Illa del Príncep Eduard
  - Manitoba
  - Ontario
  - Quebec
  - Saskatchewan
- Xile
- La Xina
- Colòmbia
- Costa d'Ivori
- Costa Rica
- Croàcia
- Dominica
- Equador (tot i que es pot votar des dels 16 anys)
- El Salvador[16]
- Estats Units (excepte Alabama, Mississipi i Nebraska)
- Espanya
- Filipines
- Fiji
- França
- Gabon
- Ghana
- Guatemala
- Guinea
- Guyana
- Haití
- Índia
- Indonèsia
- Islàndia
- Israel
- Itàlia
- Jamaica
- Kenya
- Laos
- Líban
- Liechtenstein
- Macau
- Macedònia del Nord
- Malàisia
- Malta
- Marroc
- Maurici
- Mauritània
- Mèxic
- Moldàvia
- Mònaco
- Montenegro
- Nepal
- Nicaragua
- Noruega
- Nova Zelanda
- Oman
- Panamà
- Paraguai
- Perú
- Portugal
- Qatar
- Regne Unit
  - Gal·les
  - Gibraltar
  - Guernsey
  - Anglaterra
  - Irlanda del Nord
  - Jersey
  - Illa de Man[17]
- República Txeca
- República Dominicana
- Ruanda
- Romania
- Rússia[18]
- Saint Kitts i Nevis
- Senegal
- Sèrbia
- Seychelles
- Sud-àfrica
- Sudan
- Suïssa
- Síria
- Tanzània
- Trinitat i Tobago
- Tunísia
- Turquia
- Ucraïna
- Uruguai
- Veneçuela
- Vietnam
- Iemen
- Djibouti[19]
- Zimbàbue

### 20 anys
- Corea del Sud (20 anys coreans, que poden ser 18 o 19 anys en l'edat estàndard. L'edat coreana es calcula de la següent manera: any actual - any de naixement + 1 = edat coreana; per exemple, 2014 - 1996 + 1 = 18 + 1 = 19).
- Taiwan
- Tailàndia
- Japó

### 21 anys
- Bahrein[20]
- Camerun
- Txad
- Egipte
- Estats Units
  - Mississipi
- Hondures
- Irlanda
- Lesotho
- Madagascar[21]
- Namíbia
- Nicaragua
- Pakistan
- Puerto Rico
- Singapur
- Swazilàndia
- Moçambic

## Efectes
- Adquisició de plena capacitat d'obrar.
- Extinció de la pàtria potestat.
- Extinció de tutela i curadoria.